# Ride the Sky
Ride the Sky was een progressive powermetal band gevormd door ex-Helloween,
Gamma Ray, en Masterplan drummer Uli Kusch, en Tears of Anger leden Bjørn Jansson en Benny Jansson. De band combineert sterke trekken van progressive metal,
powermetal, en symphonic metal, met sterke invloeden van 80's hard rock.

## Geschiedenis
De grondlegging van Ride the Sky begon in 2006 toen drummer Uli Kusch begon met het uitwisselen van muzikale
ideeën met vocalist Bjørn Jansson. Uli verliet Masterplan later dat jaar en werd door Bjørn en Benny gevraagd om
wat gastwerk te doen voor het volgende Tears of Anger album. Uli was onder de indruk van de muziek die naar
hem werd toegestuurd en begon met het terugsturen van eigen composities. De drie muzikanten besloten om al
hun werk in Ride the Sky the steken. Het trio huurde bassist Matthias Garnås, en toetsenist Kaspar Dahlqvist,
om, volgens hen, "het hoogste kaliber van talent te verkrijgen om de band mee af te maken".
Op 17 november 2007 hebben ze, op hun website, aangekondigd dat Kaspar de band had verlaten om persoonlijke redenen, en dat Henning "Zet" Ramseth hem zou vervangen op keyboards en ritmische gitaar voor de rest van de tour.
Op 22 april 2008 verklaarde de band op hun blog op MySpace dat ze officieel uit elkaar waren gegaan.

## Leden

### Huidige Leden
- Bjørn Jansson – vocalist
- Uli Kusch – drums
- Benny Jansson – elektrische gitaar, achtergrond vocalist
- Mathias Garnås – basgitaar

### Voormalige Leden
- Kaspar Dahlqvist - keyboard

## Discografie
- "New Protection" (2007)